# Культуроним
Культуроним (от лат. cultura, от colo, colere — возделывание, позднее — воспитание, образование, развитие, почитание + др.-греч. όνυμα — имя, название) — общее понятие для языковых единиц (различных языков), закрепленных за элементами различных культур, а также слово или понятие с полным или коннотативным значением, обозначающим специфичный предмет или явление в какой-либо культуре. Совокупность всех культуронимов включает в себя наименования элементов всех существующих культур народов мира на всех существующих языках этих народов.
Термин предложен В. В. Кабакчи.

Культуронимы — общее понятие для языковых единиц (различных языков), закрепленных за элементами различных культур.— Кабакчи, В. В. Основы англоязычной межкультурной коммуникации : Учеб. пособие [для изучающих англ. яз.] / В. В. Кабакчи. — СПб.: РГПУ им. А. И. Герцена, ИВЭСЭП, 1998.

## Лингвистика и литературоведение
Термин «культуроним» широко используется в современных лингвистических и литературоведческих исследованиях, составляя при этом непосредственный объект исследования интерлингвокультурологии.

### Классификация
В. В. Кабакчи подразделяет культуронимы  на 4 группы:
1. идионимы — языковые элементы, специфические для внутренней культуры данного языка (беспереводная лексика);
2. ксенонимы — единицы данного языка, используемые в качестве наименований элементов внешних (иноязычных) культур;
3. полионимы — универсальные культуронимы, которые представлены во всех или в большей части существующих культурах народов мира и появляются в различных культурах в результате центростремительных процессов развития земной цивилизации.

Между соответствующими идионимами и ксенонимами существует связь (ксенонимическая корреляция), в основе которой лежит использование этих культуронимов для обозначения одних и тех же элементов данной культуры.
4. аналоги - культуронимы, лишь частично совпадающие со сходными культуронимами иной культуры. Например, Буратино и Пиноккио.

## Социология и культурология
В настоящее время в социологии и культурологии отсутствует специальный термин, способный определить и объединить всю совокупность названий представителей различных человеческих культур и субкультур. По аналогии с понятиями «этноним», «политоним», «конфессионим», «соционим» такую функцию мог бы взять на себя термин «культуроним». Однако, в современных русскоязычных научных социологических и культурологических работах использование термина «культуроним» в данном значении не встречается.